# 海南赤竹
海南赤竹（学名：Sasa hainanensis）为禾本科赤竹属下的一个种。其种加词“hainanensis”意为“海南的”。